# Sony Xperia 1 V
Sony Xperia 1 V（讀作：Sony Xperia One Mark Five），是索尼行動通訊於2023年5月11日公開發表的旗艦式Android智慧型手機，Sony Xperia系列Xperia 1 IV的後繼機型，該裝置與中階的Xperia 10 V一起發表。

## 設計
Xperia 1 V 提供三種顏色:黑色、白色、綠色。 V型凹槽邊框和背面特殊菱形紋理使其防滑且易於握持。

## 規格

### 中央處理器
CPU搭載的是Snapdragon 8 Gen2。與之前的型號 Xperia1 IV（Snapdragon 8 Gen 1/12GB）相比，這是一個巨大的性能改進。

### 顯示
尺寸約為 6.5 英吋。它使用有機EL顯示器。解析度為4K，刷新率為120Hz，提供細膩的影像和流暢的操作。

### 記憶體儲存容量
無SIM版本擁有16GB記憶體和512GB儲存空間。電信商版本擁有12GB記憶體和256GB儲存空間。它支援最大 1TB 的 microSD 卡。

### 電池容量
電池容量為5,000mAh。它的容量與之前的 Xperia 1 IV 相同，但由於 CPU 性能的提升，電源效率提高了約 40%，從而帶來了更長的電池續航時間。

### 相機
背面配備了三攝，包括48兆廣角鏡頭、12兆超廣角鏡頭和12兆長焦鏡頭。與前代機型 Xperia 1 IV 相比，廣角鏡頭的像素數增加了約 4 倍。此外，採用了索尼新開發的兩層電晶體像素堆疊CMOS影像感測器“Exmor T for mobile”，擴大了動態範圍，增強能力。

## 外部連結
- Xperia 1 V 新一代感光元件。新一代成像技術。 | 智慧型手機 | 台灣索尼 （页面存档备份，存于）